# Colby (Wisconsin)
Colby è una città degli Stati Uniti d'America, situata in Wisconsin, nella Contea di Clark e in parte nella Contea di Marathon.
Oggi sono presenti all'incirca 2 000 abitanti.